# Menjamel de les Chatham
El menjamel de les Chatham (Anthornis melanocephala) és un ocell extint de la família dels melifàgids (Meliphagidae).

## Hàbitat i distribució
Habitava boscos de les illes Chatham.